# Nina Eichinger
Nina Eichinger, née le 16 septembre 1981 à Munich, est une animatrice de télévision et actrice allemande.

## Biographie
Nina Eichinger est la fille du producteur de films Bernd Eichinger (1949-2011) et de la productrice de films Sabine Eichinger. De 1988 à 2000, elle a fréquenté l'école internationale de Munich à Starnberg et a obtenu son baccalauréat international. En 2001, elle a suivi un cours de théâtre intensif et une formation en caméra au Hollywood Acting de Los Angeles, en Californie. De 2002 à 2003, Eichinger a étudié les sciences de l'environnement avec une mineure en sciences de la communication à l'Université de San Diego, en Californie. De 2003 à 2005, elle a poursuivi ses études au Franklin College Suisse à Lugano, et a obtenu une licence en journalisme et sciences de l'environnement.

### Carrière professionnelle
De 1993 à 1995, Eichinger a animé Stars for Children sur ZDF, alors qu'elle n'étais âgé de seulement 14 ans. Elle été à ce jour la plus jeune animatrice de télévision dans son pays. En 2001, elle a joué un rôle de soutien dans Tough Boys de Olga Film Production, Munich. En 2007, elle a animé le toptrnd-show sur www.trnd.tv. De 2007 à 2009, elle était sous contrat avec MTV Allemagne et animait les émissions MTV News Mag, Brand: Neu et TRL. Elle est apparue en tant que téléphoniste invitée dans l'adaptation cinématographique de La bande à Baader. Avec Dieter Bohlen, Volker Neumüller et Max von Thun, elle a été membre du jury de la sixième et septième saison de Deutschland Sucht Den Superstar sur RTL.
En 2011, Eichinger a joué le rôle d'une dame de la cour dans la production cinématographique européenne Les trois mousquetaires. Depuis 2011, elle est également animatrice de l'émission de talent mia san mia à la télévision bavaroise.
Eichinger a présenté pour la première fois le 24 décembre 2011 le programme Deutschland sucht den SuperStar, dans lequel les gens reçoivent pour Noël une surprise sous la forme d'une rencontre avec leur star préférée. Après trois épisodes, ce programme a été abandonné en raison de faibles cotes d'écoute.
Nina Eichinger a déjà présenté plusieurs spectacles classiques. Depuis 2012, elle présente également ECHO Klassik pour la ZDF avec Rolando Villazón.  
Elle a également présenté une émission intitulé Alle Jahre wieder – Weihnachten mit dem Bundespräsidenten.

### Vie privée
Elle est la mère d'un petit garçon né en juillet 2016.

## Animation
- 1993-1995 : Star for Childrens : Animatrice
- 2007-2009 : New Mag : Animatrice
- 2009-2010 : Deutschland sucht den SuperStar (6e et 7e saison) : Juge
- Depuis 2012 : ECHO Klassik : Animatrice et Présentatrice

## Filmographie
- 2008 : La Bande à Baader de Uli Edel : La femme au téléphone
- 2011 : Die Superbullen - Sie kennen keine Gnade de Gernot Roll : L'animatrice télévision
- 2011 : Les trois mousquetaires : La dame de la cour
- 2012 : Schutzengel de Til Schweiger : La reporter TV